# Деражня (станція)

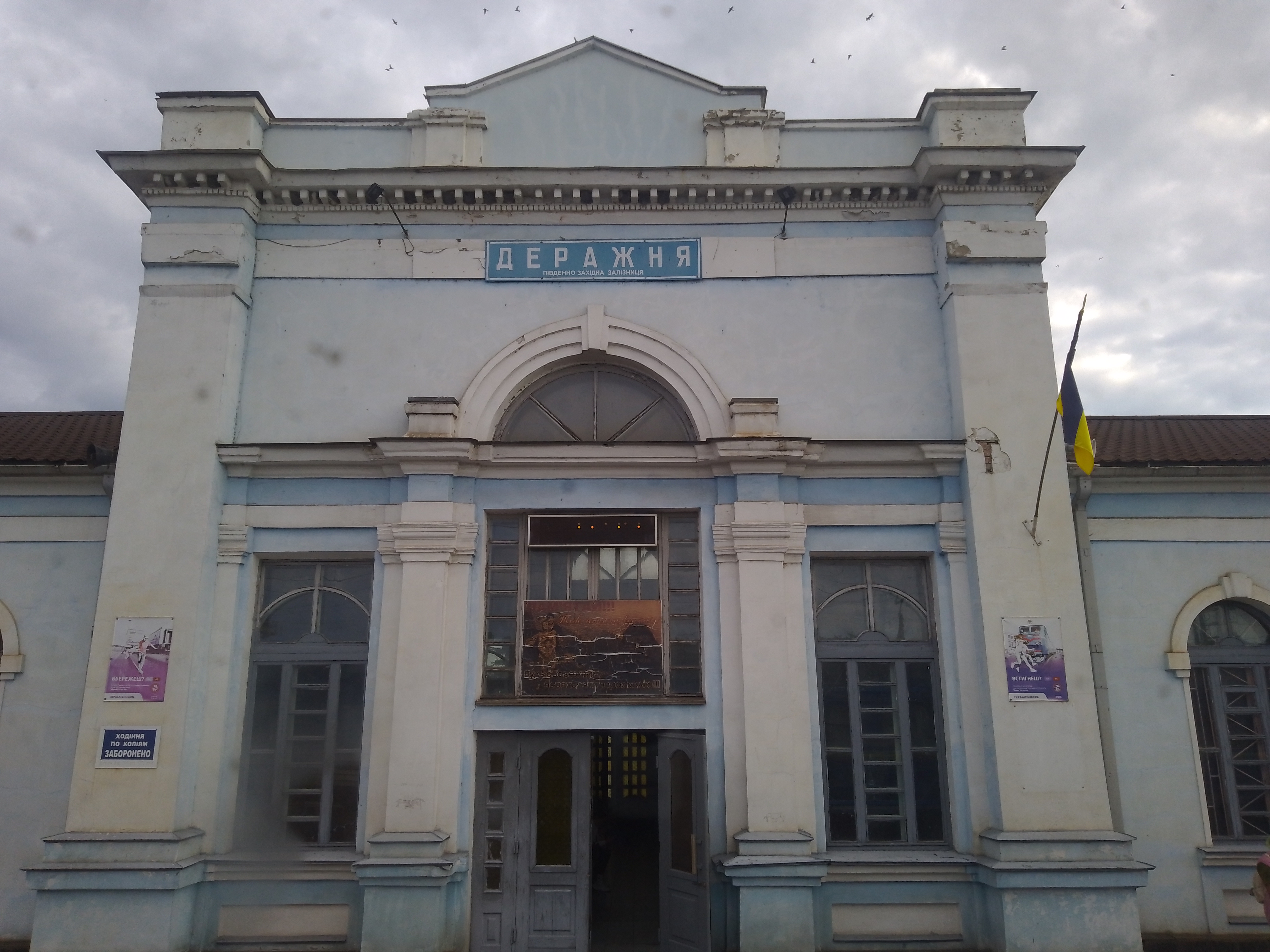
Вокзал у Деражні

Деражня — проміжна залізнична станція 4-го класу Жмеринської дирекції Південно-Західної залізниці. Розташована на електрифікованій дільниці Жмеринка — Гречани між зупинними пунктами Волоське (9 км) та Літки (5 км). Розташована в однойменному місті Хмельницького району Хмельницької області.

## Історія
Станція Деражня відкрита у 1871 році.

Станція згадується героєм розповіді Шолом-Алейхема «Німець»: 
|  | Сам я, як ви вже чули, деражнянський, тобто з Деражні. Це — маленьке містечко у Подільській губернії, зовсім маленьке містечко, хоч тепер Деражня вже нібито місто, із залізницею, станцією, вокзалом... Коли Деражня стала станцією, нам заздрила ціла округа. Та й справді, — це ж вам неабищо! Всі були певні, що тепер почнеться щасливе життя, будуть заробітки, золото загрібатимуть повними жменями. Одно слово, всі розбагатіють!... Поз'їжджалися з усіх сіл до нашого міста. Люди перебудовували будинки, ставили нові крамниці. Таксу на м'ясо підвищили. Почали вже подумувати про те, щоб запросити нового різника, збудувати нову синагогу та поширити старе кладовище — одно слово, у нас стало весело. Та й що тут дивного? Залізниця, станція, вокзал! Візники спочатку, правда, трохи бунтували, були дуже невдоволені з усієї цієї витівки, але хто їх питає? Проклали рейки, привезли вагони, поставили вокзал, повісили дзвінок, прибили дощечку: «Станція Деражня» — і, як то кажуть, не трать, куме, сили... |

Під час Першої світової війні станція Деражня була уентром постачання на фронт, коли ешелони проходили станцію кожні 15 хвилин.
У 1997 році електрифікована змінним струмом  (~25 кВ) в складі дільниці Жмеринка — Хмельницький — Гречани.
На початку грудня 2001 року на станції відкрито музей Південно-Західної залізниці та Бориса Олійника, який 19 років очолював столичну магістраль та був першим очільником «Укрзалізниці». В експозиції музею представлені експонати розвитку залізничного транспорту, історія станції, а також створений меморіальний куток Бориса Олійника.

## Пасажирське сполучення
На станції зупиняються 
приміські електропоїзди сполученням Жмеринка — Гречани та регіональний електропоїзд Гречани — Жмеринка — Київ, а також пасажирські поїзди далекого сполучення до станцій Тернопіль, Львів, Івано-Франківськ, Ужгород, Київ-Пасажирський, Кременчук, Полтава-Південна, Запоріжжя I, Дніпро-Головний, Одеса-Головна, Чернівці тощо.